# Ніконов Олександр Олександрович
Олександр Олександрович Ніконов (19 серпня 1918, село Зайкове Вишгородецької волості Островського повіту Псковської губернії, тепер Питаловського району Псковської області, Російська Федерація — 5 жовтня 1995, місто Москва, Російська Федерація) — радянський діяч, 3-й секретар ЦК КП(б) Латвії, міністр сільського господарства Латвійської РСР, економіст, академік Академії наук СРСР (з 1992 року — РАН), академік ВАСГНІЛ (з 1992 року — РАСГН), президент Всесоюзної академії сільськогосподарських наук імені Ленінна (ВАСГНІЛ) (1984—1992). Член ЦК КП Латвії. Депутат Верховної ради Латвійської РСР. Депутат Верховної Ради СРСР 4—5-го скликань, народний депутат СРСР. 

## Біографія
Народився в селянській родині. Закінчив гуманітарну гімназію в місті Абрене (Латвійська Республіка). Працював у сільському господарстві в Латвії.
У 1939—1940 роках — студент ветеринарно-медичного факультету Латвійського державного університету, навчання не закінчив.
Після захоплення Латвії радянськими військами влітку 1940 року вступив добровольцем до Робітничої гвардії, став політруком батальйону.
Член ВКП(б) з 1940 року.
У 1940—1941 роках — завідувач відділу пропаганди та агітації Абренського повітового комітету КП(б) Латвії.
У 1941—1944 роках — у Червоній армії, учасник німецько-радянської війни. Служив інструктором пропаганди 122-го стрілецького полку 201-ї латвійської стрілецької дивізії Західного фронту, капітан.
У 1944—1945 роках — 1-й секретар Абренського повітового комітету КП(б) Латвії. У 1945 році на громадських засадах був редактором повітової газети, редактором та упорядником багатьох наукових видань.
У 1945—1946 роках — 1-й секретар Даугавпілського повітового комітету КП(б) Латвії.
12 вересня 1946 — 24 січня 1949 року — 3-й секретар ЦК КП(б) Латвії. 27 січня 1949 — 24 квітня 1951 року — секретар ЦК КП(б) Латвії.
Закінчив заочно Вищу партійну школу при ЦК ВКП(б).
12 лютого 1951 — 13 квітня 1954 року — міністр сільського господарства Латвійської РСР. 13 квітня 1954 — 21 березня 1961 року — міністр сільського господарства та заготівель Латвійської РСР.
У 1959 році закінчив заочно Латвійську сільськогосподарську академію, агроном-економіст.
У 1962 році захистив дисертацію на здобуття наукового ступеня кандидата економічних наук на тему «Спеціалізація та концентрація виробництва у радгоспах Латвійської РСР».
У 1962—1963 роках — старший науковий співробітник Латвійського науково-дослідного інституту землеробства та економіки.
У 1963—1978 роках — директор Ставропольського науково-дослідного інституту сільського господарства.
У 1973 році за роботу «Економічні основи системи сільського господарства (на прикладі Ставропольського краю)» Олександру Ніконову присуджено науковий ступінь доктора економічних наук.
У 1978 — 23 вересня 1982 року — академік-секретар Відділення економіки та організації сільськогосподарського виробництва Всесоюзної академії сільськогосподарських наук імені В. І. Леніна.
У 1981—1987 роках — завідувач кафедри планування сільського господарства Московської сільськогосподарської академії імені Тімірязєва.
23 вересня 1982 — 6 червня 1984 року — віцепрезидент Всесоюзної академії сільськогосподарських наук імені В. І. Леніна.
6 червня 1984 — 1992 року — президент Всесоюзної академії сільськогосподарських наук імені В. І. Леніна.
У 1985—1991 роках — заступник голови Державного агропромислового комітету СРСР з науки.
У 1990 — 5 жовтня 1995 року — директор Аграрного інституту в Москві.
Кілька років був членом колегії Міністерства сільського господарства РРФСР. Також був членом та заступником голови Ради з аграрної політики при Міністерстві сільського господарства Російської Федерації, а також членом Ради з аграрної політики при Уряді Російської Федерації, представляв Росію у міжнародній комісії «Світ та продовольство», до якої входять вчені та громадські діячі різних країн світу. Опубліковав понад 300 наукових праць російською та латиською мовами, у тому числі 27 книг та брошур.
Помер 5 жовтня 1995 року внаслідок дорожньо-транспортної пригоди. Похований на Новодівочому цвинтарі в Москві.
Після смерті Ніконова в лютому 1996 року на основі злиття Аграрного інституту та ВНДІ кібернетики утворено Всеросійський інститут аграрних проблем та інформатики, якому рішенням Президії Россільгоспакадемії від 29 серпня 2002 р. присвоєно ім'я Олександра Ніконова.

## Основні наукові праці
- Про деякі питання вдосконалення системи господарювання та поглиблення спеціалізації сільськогосподарського виробництва. Ставрополь: Кн. вид-во, 1968.
- Економічні основи системи сільського господарства. Ставрополь: Кн. вид-во, 1975.
- Інтенсивний розвиток агропромислового комплексу: навч. посібник для фахівців та керівників колгоспів, радгоспів, підприємств АПК / співавт.: А.Ємельянов та ін. М.: Агропромвидав, 1986. (2-ге вид., перероб. та дод., М.: Агропромвидав, 1987)
- Аграрні відносини: теорія, історична практика, перспективи розвитку/співавт.: І. Буздалов та ін; РАН. М.: Наука, 1993.
- Спіраль багатовікової драми: аграрна наука та політика Росії (XVIII-XX ст.). М.: 1995.

## Наукові ступені та звання
- кандидат економічних наук (1962)
- доктор економічних наук (1973)
- професор (1976)
- член-кореспондент Всесоюзної академії сільськогосподарських наук імені Леніна (7.03.1975)
- академік Всесоюзної академії сільськогосподарських наук імені Леніна (28.09.1978)
- академік Академії наук СРСР (26.12.1984)
- академік Академії сільськогосподарських наук Німецької Демократичної Республіки (1985)
- почесний член Угорської академії наук (1988)
- почесний член Латвійської академії наук (1991)
- doctor minoris causa Латвійського сільськогосподарського університету

## Нагороди
- чотири ордени Леніна (1950, 1958, 1966, 1988)
- орден Жовтневої Революції (1971)
- орден Вітчизняної війни І ст. (6.04.1985)
- орден Вітчизняної війни ІІ ст. (1945)
- орден Червоного Прапора(20.01.1942)
- два ордени Трудового Червоного Прапора (1946, 1974)
- Орден Командора з блакитною стрічкою Польської республіки
- дванадцять медалей
- Заслужений діяч науки Російської РФСР (1978)
- Заслужений діяч сільського господарства Латвії
- Премія імені Чаянова (1996, посмертно)